# Gnaius Domitius Ahenobarbus (consul in 32 v.Chr.)
Gnaius Domitius Ahenobarbus was de zoon van Lucius Domitius Ahenobarbus (II) en Porcia Catones (i). Hij gaf zich in 49 v.Chr. samen met zijn vader over aan Julius Caesar toen deze met zijn troepen de stad Corfinium was genaderd en was tevens aanwezig tijdens de slag bij Pharsalus in 48 v.Chr. Nadien werden zijn daden door Julius Caesar vergeven. Na de moord op de dictator in 44 v.Chr. volgde hij Marcus Iunius Brutus richting Macedonia. Als bevelhebber van de vloot wist hij tijdens de eerste slag bij Philippi (42 v.Chr.) Gnaeus Domitius Calvinus (II) verpletterend te verslaan. Na de slag bij Philippi zette hij, onafhankelijk van Sextus Pompeius, de strijd voort en plunderde met 70 schepen en twee legioenen de kust langs de Ionische Zee. In 40 v.Chr. verzoende hij zich met Marcus Antonius en volgde hem tijdens zijn expeditie tegen de Parthen in Asia. In 32 v.Chr. werd hij, mede door toedoen van Marcus Antonius, samen met Gaius Sosius aangesteld als consul. Tijdens zijn ambtstermijn brak de strijd tussen Marcus Antonius en Gaius Julius Caesar Octavianus in alle hevigheid los en vluchtte hij samen met Antonius naar Ephesus. Geïrriteerd door het gedrag van Antonius en de aanwezigheid van Cleopatra in het leger, keerde hij zich echter kort daarop van zijn vroegere bondgenoot af. Hij stierf vlak voor de befaamde slag bij Actium, nadat hij zich kort daarvoor had verzoend met Octavianus.
Met wie Cn. Domitius Ahenobarbus getrouwd was is onbekend, wel is bekend dat hij een zoon had: Lucius Domitius Ahenobarbus